# ۴فان
۴فان (به انگلیسی: 4Fun) گروه موسیقی لیتوانیایی است.
آن ها در مسابقه آواز یوروویژن ۲۰۰۷ نماینده لیتوانی بودند.